# Крыстев, Николай
Николай Димов Крыстев (болг. Николай Димов Кръстев; 29 октября 1979, Бургас) — болгарский футболист и футбольный тренер. Выступал за сборную Болгарии.

## Биография

### Игровая карьера
Воспитанник клуба «Нефтохимик» Бургас. В период с 1997 по 2006 год сыграл за команду 142 матча и забил 6 голов в высшей лиге Болгарии. В 2006 году перешёл в другой местный клуб — «Черноморец», с которым стал победителем второй лиги Болгарии и следующие три сезона провёл с клубом в высшей лиге. В сезонах 2010/11 и 2011/12 выступал во второй лиге за «Черноморец» (Поморие), после чего завершил игровую карьеру.
В 2003-04 годах Крыстев также был игроком сборной Болгарии, за которую провёл 6 матчей.

### Тренерская карьера
С 2012 по 2015 год работал с молодёжной командой «Черноморца» из Бургаса. С 2014 по 2015 год также был ассистентом главного тренера клуба — Неделчо Матушева и Тодора Киселичкова. В июле 2015 года вслед за Матушевым перешёл на аналогичную должность в клубе «Пирин», но покинул команду уже в сентябре и вернулся на должность тренера молодёжной команды «Черноморца».
В 2017 году возглавил академию клуба «Нефтохимик». Летом того же года возглавил главную команду клуба, вылетевшую по итогам предыдущего сезона во вторую лигу, и провёл у руля команды 10 матчей, но в октябре покинул свой пост. Вновь возглавлял команду с октября 2020 по 4 января 2021 года.
В 2022 году стал директором молодёжного департамента «Нефтохимика».

## Достижения
«Черноморец» Бургас
- Победитель второй лиги Болгарии: 2006/07 (восточная группа)

## Личная жизнь
Сын — Димо Крыстев (р. 2003), также футболист.

## Матчи за сборную Болгарии
| 1 | 30 апреля 2003  | Албания          | 2:0 | — | товарищеский матч        |
| 2 | 20 августа 2003 | Литва            | 3:0 | — | товарищеский матч        |
| 3 | 6 сентября 2003 | Эстония          | 2:0 | — | отборочные матчи ЧЕ-2004 |
| 4 | 11 октября 2003 | Хорватия         | 0:1 | — | отборочные матчи ЧЕ-2004 |
| 5 | 18 ноября 2003  | Республика Корея | 1:0 | — | товарищеский матч        |
| 6 | 18 февраля 2004 | Греция           | 0:2 | — | товарищеский матч        |

Итого: 6 матчей; 4 победы, 0 ничьих, 2 поражения.